# Melanagromyza dominicana
Melanagromyza dominicana este o specie de muște din genul Melanagromyza, familia Agromyzidae, descrisă de Spencer în anul 1973.
Este endemică în Dominica. Conform Catalogue of Life specia Melanagromyza dominicana nu are subspecii cunoscute.